# 横山雄哉
横山 雄哉（よこやま ゆうや、1994年2月21日 - ）は、山形県東村山郡中山町出身の元プロ野球選手（投手、左投左打）。

## 経歴

### プロ入り前
中山町立長崎小学校2年時に軟式野球を始めると、同町立中山中学校時代に「中山ベースボールクラブ」へ所属。山形中央高校への進学後は、「菊池雄星2世」という評価を受けた。2年生の時には、エースとして、春夏連続で甲子園球場の全国大会に出場したが、いずれも初戦で敗退。春の第82回選抜高等学校野球大会では、日大三高との対戦で、18安打13得点の猛攻を受けた。在学中の1学年後輩に、齋藤友貴哉がいる。
高校3年時の秋にプロ志望届を提出したが、2011年のドラフト会議でどの球団からも指名されなかったため、卒業後に新日鐵住金鹿島へ入社した。入社1年目の2012年から公式戦に出場すると、入社後のトレーニングなどによって、ストレートの最高球速が高校時代から10km/h以上アップ。2年目の2013年からは、最速147km/hの速球と切れ味鋭いスライダーを、武器にチームの主戦投手として活躍した。3年目の2014年には、全足利クラブの補強選手として都市対抗野球大会に初出場。松山フェニックス戦の8回表一死から登板すると、5者連続で三振を奪った（チームは敗戦）。
2014年のNPBドラフト会議で、阪神タイガースから1位で指名された。有原航平・山﨑康晃への指名重複による抽選で独占交渉権を逃した末の単独指名であったが、契約金1億円に出来高分（5000万円）、年俸1500万円という条件で入団した。入団当初の背番号は15で、新人選手として阪神へ入団した山形県出身者は、青木重市（1978年のドラフト会議4位指名）以来36年ぶり2人目であった。
阪神はこのドラフト会議で、横山に続いて、新日鐵住金鹿島のチームメイトの石崎剛を2巡目で指名。同じチームに所属する2人の選手を、阪神が同一年度のドラフト会議で1位と2位に指名したことは、球団史上初めての事例。同一チームに所属する投手を、同一球団が1位と2位で指名した事例は、NPBのドラフト会議史上初めてであった。なお、石崎も指名後に阪神へ入団。高校時代の後輩である齋藤も、桐蔭横浜大学からHondaを経て2019年に入団している。
ドラフト会議の直後には、台湾で開かれた第1回21U野球ワールドカップに日本代表として出場。通算3試合（10イニング）の登板で20奪三振を記録するなど、代表チームの準優勝に貢献した。

### 阪神時代
2015年には、春季キャンプ前の新人合同自主トレーニング初日（1月8日）に病院で左胸部の検査を受けたところ、左胸鎖関節の炎症と診断。その後は患部が順調に回復したため、二軍の春季キャンプから投球練習を再開した。オープン戦以降も二軍生活が続いたものの、4月28日に「侍ジャパン大学日本代表 対 NPB選抜」（6月29日に神宮球場で開催）のNPB選抜メンバーに選ばれると、5月21日の対読売ジャイアンツ戦（甲子園）で、先発投手として一軍にデビュー。山形県出身選手としては阪神史上初の一軍公式戦出場を果たすとともに、7回を投げて1失点に抑えたが、「新人投手による巨人戦での一軍初登板初勝利」という球団初の快挙には至らなかった。6月14日の対オリックス・バファローズ戦（京セラドーム大阪）では、4回裏に先頭打者・中島宏之への死球から無死満塁のピンチを招くと、ストライクが1球も入らないまま2者連続で押し出し四球を記録。同日の試合後に出場選手登録を抹消されると、6月25日には、「侍ジャパン大学日本代表 対 NPB選抜」への出場を辞退することが発表された。また、フレッシュオールスターゲームではウエスタン・リーグ選抜の先発投手を務める予定だったが、荒天によって中止になった。一軍公式戦では、通算4試合（救援で1試合）に登板。0勝2敗、防御率6.75に終わった。シーズン終了後の秋季キャンプ中には右足の第5中足骨を骨折したため、11月26日に患部の修復手術を受けた。
2016年には、前述した右足の手術などの影響で出遅れたが、5月4日の対中日ドラゴンズ戦（ナゴヤドーム）で、先発投手としてこのシーズン初の一軍公式戦登板。打線の大量援護を背景に、7回無失点の好投で一軍初勝利を挙げた。次に先発した5月18日の同カードでは、6回表の途中から救援を仰ぎながら、野球人生で初めて甲子園球場の試合に勝利した。しかし、セ・パ交流戦での先発登板に向けた5月下旬の仙台遠征中に左肩の痛みを訴えたことから、5月31日に出場選手登録を抹消された。
2017年には、一軍の先発候補としてオープン戦まで好調だったが、公式戦の開幕を二軍で迎えた。4月23日の対巨人戦（東京ドーム）で先発投手としてシーズン初の一軍公式戦登板を果たすと、5回を1失点に抑える好投でシーズン初勝利。ただし、当初先発を予定していた藤浪晋太郎がインフルエンザの罹患で登板を回避したことによる起用であったため、翌4月24日に出場選手登録を抹消された。抹消後も一軍公式戦での先発登板に向けて二軍で調整していたが、登板予定日の直前にぎっくり腰を発症。さらに、復帰後の投球練習中に左肩を痛めたため、一軍へ戻れないままシーズンを終えた。結局、一軍公式戦では以上の1試合、ウエスタン・リーグ公式戦では5試合の登板にとどまった。
2018年には、前年に痛めた左肩の状態が思わしくなく、シーズン中の8月19日に左肩のクリーニング手術を受けた。手術後もリハビリに専念したため、一・二軍を通じて公式戦への登板機会がなく、11月15日には育成選手として契約を更改。背番号も115に変更した。
2019年には、石崎が球団から千葉ロッテマリーンズへのトレードを通告された7月4日に、オリックスとのウエスタン・リーグ公式戦で自身2年ぶりの公式戦登板を果たした。以降も、同リーグ公式戦7試合に登板。通算で1勝1敗、防御率2.86という成績を残したが、支配下登録選手への復帰までには至らなかった。
2020年は契約上は育成選手であったが、春季キャンプのスタートを一軍で迎えた。育成選手が一軍の春季キャンプに最初から参加する事例は、球団史上初めてである。オープン戦にも1試合に登板したが、レギュラーシーズン開幕までの支配下再登録は見送られた。開幕後は、ウエスタン・リーグ公式戦で9月下旬までに、13試合の登板で2勝2敗、防御率3.26を記録。9月30日（シーズン特例による新規支配下登録期限日）に、支配下選手契約を再び締結した。背番号は91。10月4日には、甲子園球場での対巨人戦9回表に、一軍公式戦1260日ぶりの登板を果たした。一軍での登板はこの1試合のみで、1イニングだけの投球で自責点2を記録したため、防御率は18.00に達した。その一方で、ウエスタン・リーグ公式戦では16試合に登板。チームの投手でただ1人リーグの最終規定投球回に到達したほか、大竹耕太郎（福岡ソフトバンクホークス）と同率ながら、勝率.667（4勝2敗）でリーグ最高勝率のタイトルを獲得した。さらに、防御率はリーグ2位の2.54で、1位の大竹（2.53）と僅差だった。入団後初めて故障と無縁のシーズンを送っていたが、レギュラーシーズン最終盤の11月4日に戦力外通告を受けたことから、「野球に取り組む過程に悔いは一切ない」としてシーズン終了後の同月27日に現役引退を表明。12月2日付で、自由契約選手としてNPBから公示された。

### 現役引退後
2021年1月1日付で、阪神球団の職員に転身。球団本部の振興部が運営する「タイガースアカデミー ベースボールスクール」の専属コーチとして活動するかたわら、大阪府内の草野球チーム『RAT´S』の投手兼外野手として野球を続けている。なお、アカデミーのコーチを1年間務めただけで、2021年12月31日付で阪神を退団している。
草野球チームにアパレル関係のメンバーが多かった縁もあり、阪神退団後の2022年1月からは株式会社SIR（奈良県に本社を置くTシャツ制作会社）に勤務している。同年5月には山本翔也とともに同社内でブランド「GAUCHER」を立ち上げ、同社の業務と自身のブランドの作業をともにおこなっている。

## 選手としての特徴
最速151km/hのストレートとスライダー、カーブ、チェンジアップ、フォークが武器。右足を高く上げた後に左腕を早く振って、高めのストレートで打者の空振りを誘うことが持ち味だった。

## 詳細情報

### 年度別投手成績
| 年 度    | 球 団    | 登 板 | 先 発 | 完 投 | 完 封 | 無 四 球 | 勝 利 | 敗 戦 | セ 丨 ブ | ホ 丨 ル ド | 勝 率 | 打 者 | 投 球 回 | 被 安 打 | 被 本 塁 打 | 与 四 球 | 敬 遠 | 与 死 球 | 奪 三 振 | 暴 投 | ボ 丨 ク | 失 点 | 自 責 点 | 防 御 率 | W H I P |
| -------- | -------- | ----- | ----- | ----- | ----- | -------- | ----- | ----- | -------- | ----------- | ----- | ----- | -------- | -------- | ----------- | -------- | ----- | -------- | -------- | ----- | -------- | ----- | -------- | -------- | ------- |
| 2015     | 阪神     | 4     | 3     | 0     | 0     | 0        | 0     | 2     | 0        | 0           | .000  | 66    | 13.1     | 15       | 2           | 11       | 0     | 1        | 12       | 1     | 0        | 10    | 10       | 6.75     | 1.95    |
| 2016     | 阪神     | 3     | 3     | 0     | 0     | 0        | 2     | 0     | 0        | 0           | 1.000 | 63    | 15.1     | 11       | 2           | 8        | 1     | 0        | 16       | 1     | 0        | 7     | 5        | 2.93     | 1.24    |
| 2017     | 阪神     | 1     | 1     | 0     | 0     | 0        | 1     | 0     | 0        | 0           | 1.000 | 22    | 5.0      | 6        | 0           | 2        | 0     | 0        | 5        | 0     | 0        | 1     | 1        | 1.80     | 1.60    |
| 2020     | 阪神     | 1     | 0     | 0     | 0     | 0        | 0     | 0     | 0        | 0           | ----  | 6     | 1.0      | 2        | 1           | 1        | 0     | 0        | 0        | 0     | 0        | 2     | 2        | 18.00    | 3.00    |
| NPB：4年 | NPB：4年 | 9     | 7     | 0     | 0     | 0        | 3     | 2     | 0        | 0           | .600  | 157   | 34.2     | 34       | 5           | 22       | 1     | 1        | 33       | 2     | 0        | 20    | 18       | 4.67     | 1.62    |

- 2020年度シーズン終了時

### 年度別守備成績
| 年 度 | 球 団 | 投手  | 投手  | 投手  | 投手  | 投手  | 投手     |
| 年 度 | 球 団 | 試 合 | 刺 殺 | 補 殺 | 失 策 | 併 殺 | 守 備 率 |
| ----- | ----- | ----- | ----- | ----- | ----- | ----- | -------- |
| 2015  | 阪神  | 4     | 1     | 1     | 0     | 0     | 1.000    |
| 2016  | 阪神  | 3     | 2     | 2     | 0     | 0     | 1.000    |
| 2017  | 阪神  | 1     | 0     | 2     | 0     | 0     | 1.000    |
| 2020  | 阪神  | 1     | 0     | 0     | 0     | 0     | ----     |
| 通算  | 通算  | 9     | 3     | 5     | 0     | 0     | 1.000    |

- 2020年度シーズン終了時

### 記録
投手記録
- 初登板・初先発登板：2015年5月21日、対読売ジャイアンツ11回戦（阪神甲子園球場）、7回1失点で勝敗つかず
- 初奪三振：同上、1回表に亀井善行から空振り三振
- 初勝利・初先発勝利：2016年5月4日、対中日ドラゴンズ8回戦（ナゴヤドーム）、7回無失点

打撃記録
- 初安打：2016年5月25日、対東京ヤクルトスワローズ10回戦（明治神宮野球場）、3回表にカイル・デイビーズから中越二塁打

### 背番号
- 15（2015年 - 2018年）
- 115（2019年 - 2020年9月29日）
- 91（2020年9月30日 - 同年終了）

### 登場曲
- 「NUMBER1」BIGBANG（2015年 - 2017年）
- 「キリキリマイ」ORANGE RANGE（2018年 - 2019年）
- 「キン肉マンGo Fight!」串田アキラ（2020年）